# جورج جونز (سياسي نيوزلندي)
جورج جونز (بالإنجليزية: George Jones)‏ هو سياسي نيوزلندي، ولد في 1844، وتوفي في 16 ديسمبر 1920. انتخب عضو مجلس النواب نيوزيلندا عن دائرة Waitaki (New Zealand electorate) ‏ (1880 – 1881).